# Amblyraja radiata
Espèce
Statut de conservation UICN

 VU A2b : Vulnérable
La raie radiée (Amblyraja radiata) est une espèce de raies.

## Noms
La raie radiée (ou raie épineuse au Canada) fut baptisée auparavant Raja radiata par Edward Donovan (1768-1837) en (1807).
Ses noms anglais : thorny skate, starry skate, atlantic prickly skate.
Aux Îles-de-la-Madeleine, on appelle les raies des « fla », peut-être sous l'influence du mot anglais « flat », signifiant plat.

## Aires de répartition
On la retrouve dans tout le golfe du Saint-Laurent et au sud de la pointe sud-ouest de Terre-Neuve. Elle couvre à peu près le même territoire que celui de la Raie lissée (Malacoraja senta), qui ne présente par d'épines.

## Description
La raie radiée se distingue des autres espèces de raies habitant les eaux canadiennes principalement par la présence d’une rangée de 11 à 19 grandes épines sur la ligne médiane du dos et de la queue.
La couleur du dos est très variable selon les individus, allant de taches noires à bords jaunes sur un fond brun clair à une couleur brun foncé presque uniforme. La face ventrale du corps est uniformément blanche, mais elle peut parfois porter quelques petites taches foncées non symétriques.

## Identification
La raie radiée est un poisson aplati dorso-ventralement qui repose sur la région ventrale, elle est donc adaptée à la vie benthique. Son corps est en forme de disque et il est couvert d'épines avec une queue fine. Elle fait partie de la classe des Chondrichthyens, qui englobe toutes les espèces de requins et de raies. La raie épineuse se distingue des autres espèces de raies habitant les eaux canadiennes principalement par la présence d’une rangée de 11 à 19 grandes épines solides éparpillées sur la ligne médiane du dos et de la queue. Des épines sont aussi présente à l’arrière des yeux de la raie. Les épines vers l’avant du disque ont une base en forme d’étoile (d’où le nom dans certaines langues). Le disque est rhombique chez l’adulte alors que chez les juvéniles il est plus arrondi. La largeur et la longueur du disque sont sensiblement égales et on notera que la queue est plus courte que le disque. La couleur du dos est très variable selon les individus, allant de taches noires irrégulières à bords jaunes sur un fond gris clair ou brun clair à une couleur brun foncé presque uniforme. La face ventrale du corps est lisse et uniformément blanche, mais elle peut parfois porter quelques petites taches foncées non symétriques. À l’extrémité de la queue il y a une tache noire.

## Biologie
Longévité :
La croissance de cette raie est lente et elle atteint la maturité à un âge tardif; seules quelques-unes des capsules d’œufs à coquille dure (« oreillers de mer ») qu'elle produit parviennent à survivre chaque année. L’âge moyen de la raie radiée à la maturité est de 11 ans, et sa durée de vie est d'au moins 20 à 30 ans.
Taille :
Longueur maximale 105 cm. Longueur à maturité 50–56 cm. Les raies radiées nord-américaines atteignent une taille plus grande que les spécimens européens.

## Pêche
Vulnérabilité :
La raie radiée est considérée comme " vulnérable " par l'UICN. Bien que cette espèce ne fasse pas l'objet d'une pêche dirigée, elle est capturée lors d'opérations de chalutage et de dragage ciblant d'autres poissons et invertébrés benthiques. Les relevés indiquent que la raie radiée augmente dans certaines zones, mais qu'elle est en déclin dans l'ensemble.
Extrait de la Liste rouge de l'UICN :
"La faible abondance relative, inférieure au point de référence de la limite de pêche par rapport aux premières estimations de l'abondance du relevé, le déclin à long terme de la population, l'absence d'augmentation de la population avec des lois de gestion strictes et l'incapacité de surveiller les débarquements spécifiques de cette espèce entraînent une évaluation de l'espèce en danger critique d'extinction dans les eaux américaines".

## Alimentation
Les raies sont les seuls poissons dont la chair est comprise dans les nageoires pectorales et presque nullement dans la queue ; c'est pourquoi l'on consomme des « ailes de raie ». Une fois la peau épineuse enlevée, on peut se contenter de l'aile entière ou on peut y lever deux filets, séparés par une fragile plaque cartilagineuse. La chair des ailes, blanche, délicate et maigre, est formée de petits tubes fibrilleux parallèles. Elle ne nécessite qu'une courte cuisson et rend une texture incomparable. L'aile entière sera délicieuse poêlée puis terminée au four et les filets seront très bons poêlés ou pochés, une sauce seyant très bien. L'aile entière conservera les saveurs du cartilage et du gras sous-cutané, ce que préfèrent les gastronomes.
En tant que poisson cartilagineux, comme le requin, la raie ne possède pas de reins. C'est pourquoi, il faut qu'elle soit très fraîche et bien réfrigérée, pour prévenir le virage à l'ammoniac. Cette vulnérabilité de la chair a suggéré aux mangeurs de pocher les ailes dans un bouillon vinaigré, ce qui défait l'odeur d'ammoniac.